# Paula Enoka
Paula Enoka je novozelandska hokejašica na travi. 
Svojim igrama je izborila mjesto u novozelandskoj izabranoj vrsti. 

## Sudjelovanja na velikim natjecanjima
- 2001.: Trofej prvakinja u Amstelveenu, 5. mjesto
- 2002.: Trofej prvakinja u Macau, 5. mjesto
- 2002.: SP u Perthu: 11.
- 2003.: Champions Challenge u Cataniji, 4. mjesto